# Baronía de Ovilvar
La baronía de Ovilvar es un título nobiliario español creado por el rey Alfonso XIII en favor de Arcadio Balaguer y de Costa, presidente del Fútbol Club Barcelona, mediante real decreto del 27 de enero de 1930 y despacho expedido el 12 de mayo del mismo año.

## Barones de Ovilvar
|                           | Titular                           | Periodo                   |
| Creación por Alfonso XIII | Creación por Alfonso XIII         | Creación por Alfonso XIII |
| ------------------------- | --------------------------------- | ------------------------- |
| I                         | Arcadio de Balaguer y de Costa    | 1930-1973                 |
| II                        | José de María Balaguer y Pallejá  | 1973-1998                 |
| III                       | Ángeles Balaguer y Sánchez-Arjona | 2001-hoy                  |

## Historia de los barones de Ovilvar
- Arcadio de Balaguer y de Costa (1886-1973), I barón de Ovilvar.[3]

Casó con María de la Concepción Pallejá y Ferrer-Vidal. El 25 de septiembre de 1975, previa orden del 7 de febrero de 1974 para que se expida la correspondiente carta de sucesión (BOE del día 22), le sucedió su hijo:
- José María de Balaguer y Pallejá (m. Barcelona, junio de 1998), II barón de Ovilvar, ingeniero químico.[6]

Casó el 15 de noviembre de 1939, en San Sebastián, con María del Carmen Sánchez-Arjona y Courtoy (n. 1915), hija de Fernández Sánchez Arjona y Vargas Zúñiga y su esposa María de los Ángeles Courtoy y Carbonell. El 12 de septiembre de 2001, previa orden del 3 de julio del mismo año para que se expida la correspondiente carta de sucesión (BOE del día 31), le sucedió su hija:
- Ángeles Balaguer y Sánchez-Arjona (n. Barcelona, 11 de agosto de 1942), III baronesa de Ovilvar.[6]

Casó el 14 de febrero de 1985, en Madrid, con el abogado Jorge Alberto Ferreiro Pérez (m. 1996).